# カンダタ
カンダタ（Kandata）は、スクウェア・エニックスのコンピュータゲーム『ドラゴンクエストシリーズ』に登場する架空のキャラクターである。

## 概要
ビキニパンツ一丁の裸にブーツと手袋を着用し、頭から目出しマントをかぶるという格好で、右手に斧を持った盗賊。カンダタと主人公は戦いになることが多いが、カンダタはとどめを刺す前に降参したり、逃げたりしてしまう。

## 登場作品
ドラゴンクエストIII そして伝説へ…
声 - 神谷明（CDシアター版）、森川智之（HD-2D版）
シリーズ初登場。ロマリアから「きんのかんむり」を盗み、シャンパーニの塔をアジトとしている。勇者一行との戦闘では子分3匹を連れて挑むも敗北して逃亡。その後はバハラタ東の洞窟にアジトを構え、胡椒屋の孫娘・タニアを誘拐するが、再び勇者一行に敗れ、最後にはラダトーム城の地下に投獄されていた。
ゲームブック ドラゴンクエストIII
上記のコンピュータゲームを原作としたゲームブック。全3巻のうち、カンダタは上巻のほか、条件を充たすことで中・下巻にも登場する。
【上巻】勇者一行とシャンパーニの塔で戦うところは原作に準じているが、バハラタで再登場したときは既に改心しており、女性の身柄を預かったのも誘拐目的ではなく、怪我の治療のためだった。多数の孤児を養ってもおり、彼らと自分たちの国を作る夢を語る。
【中巻】勇者一行が船旅でバハラタを再訪する選択により再会。町の人々とも和解しているが、孤児たちが町に引き取られることになり寂しそうにしていた。
【下巻】魔王との戦いに加勢しようと思い立って勇者の後を追うが、同じ目的で旅していた女海賊ミランと遭遇し、互いを敵と誤認して取っ組み合った末に地下世界アレフガルドへ転落。誤解が解けた後は彼女と行動を共にする。エンディングでは新天地を求めてミランやアレフガルドの孤児たちと船出しており、『ドラゴンクエストII』の尚武の国デルコンダルの祖となることが示唆されている（この設定は『II』の派生作品では小説版に適用されている）。
ドラゴンクエストIII そして伝説へ… 知られざる伝説
アリアハンに来たばかりの頃、モンスターに襲われていた盗賊バコタを助けて家来にし、彼の土地鑑を利用して国中のお宝をかっさらう。そしてアリアハンから引き上げロマリアへと渡る際に、その地に留まることになったバコタに餞別として盗賊のカギを渡した。その後はロマリア、ポルトガ、エジンベア、アッサラームなどで派手に盗みを働いた。
また、イシスの女王に世話になった過去があることや、先代ロマリア王の御前試合の決勝戦で因縁を付けられロマリア兵と大乱闘を起こしたのち姿をくらました人物が若きカンダタであったこともほのめかされている。

ドラゴンクエストIV 導かれし者たち
リメイク版では、とうぞくバコタの日記に伝説の大盗賊として言及されている。
ニンテンドーDS版に同名の移民が登場。
ドラゴンクエストV 天空の花嫁
主人公が試練の洞窟で「おうけのあかし」を取って帰ろうとするときに襲ってくる刺客としてシールドヒッポをお供に登場。その後は子分（本作はカンダタの色違い）が各地で宝箱を守っている。
ドラゴンクエストVII エデンの戦士たち
ニンテンドー3DS版の配信石版「隠された財宝!?」のボスとして登場。
ドラゴンクエストX オンライン
配信クエストのシリーズ「大盗賊の伝説」に登場。月の秘宝を探すため、プクランド大陸に出現するが主人公に敗北する。モンスター図鑑によると子分たちの装備を奮発したりと気前はよいが、無茶ぶりがひどすぎて子分たちから愛想を尽かされてしまう。その後は主人公を無理矢理子分にして月世界に向かう。月世界では主人公たちと共闘（実際にパーティを組む）して侵略者を撃退し、救世主となる。
先祖のジンダタもかつて月世界を救った伝説の救世主であったという。
魔法の迷宮にも姿を現すようになり、会った際には盗掘したと思われるアイテムを主人公にふるまう。
期間限定イベントではロボット風の「メカカンダタ」も登場。
ドラゴンクエストXI 過ぎ去りし時を求めて
ソルティコの町のクエストで登場。とある島を拠点とし、黒胡椒を独占している。
ドラゴンクエスト 少年ヤンガスと不思議のダンジョン
伝説の大盗賊として登場。「カンダタの壷」の中にあるポッタルランドがゲームの舞台となる。『いただきストリートDS』ではマップのひとつとして「カンダタ遺跡」が登場する。
ドラゴンクエスト&ファイナルファンタジー in いただきストリートSpecial
プレイヤーキャラクターのひとりとして登場。
ドラゴンクエストモンスターズ
『ジョーカー2』以降、すれちがいバトル（すれちがい通信をした人のパーティとの対戦）にカンダタの一味が乱入してくるようになった。
カンダタこぶんは小型キャラの4人1組ユニットとして登場。『ジョーカー2』ではカンダタおやぶん、『ジョーカー2プロフェッショナル』ではカンダタワイフ、『テリー3D』ではカンダタレディース、『イルルカ』ではカンダタロックス、『ジョーカー3』ではカンダタセブンと、シリーズが進むにつれキャラクターが増えている。
ドラゴンクエスト モンスターパレード
通常では会えないSランクモンスターとして登場。金色になった「キンダタ」も存在しており、2014年冬のキャラバン連盟指令では彼の変装と思われる「盗賊サンダタ」が登場した。
ドラゴンクエストヒーローズシリーズ
2作間に世界観のつながりはないが、どちらもアリーナたちと同じ『ドラゴンクエストIV 導かれし者たち』の世界から迷い込んだかのような演出となっている。
ドラゴンクエストヒーローズ 闇竜と世界樹の城
声 - 後藤光祐
配信コンテンツ「カンダタ一味をこらしめろ」に登場。サントハイムの宝を奪ったため、アリーナ&クリフトに追われている。
ドラゴンクエストヒーローズII 双子の王と予言の終わり
声 - 後藤光祐
配信クエストのアリーナ&クリフトのサイドストーリーに登場。
星のドラゴンクエスト
バトラシア大陸のストーリーボスとして登場。あるものを盗んで大陸南部のアジトに隠れている。
星の大武道会シーズン2のボスとして扱われた。
ドラゴンクエスト ライバルズ
声 - 藤原啓治
武闘家専用のユニットカードとして登場。相手の手札にあるコインを奪うことができる。

## パロディ作品
勇者ヨシヒコと導かれし七人
演 - 髙嶋政宏
第6話「絶体絶命ウガス村は全員盗賊!! 光の玉を奪いし美女」に登場。「盗賊の村」のリーダーで、オレンジの玉を持つ「導かれし玉人」の一人。